# Дадд, Ричард
Ричард Дадд (англ. Richard Dadd; 1 августа 1817, Чатем — 7 января 1886, Кроуторн) — английский живописец, первый и один из крупнейших представителей викторианской сказочной живописи.

## Биография
Сын художника и мастера резьбы по дереву, рано проявил способности к рисованию, был принят в 1837 году в Королевскую художественную Академию. Возглавил группу викторианских художников «Клика». К этому периоду относится его известная работа «Спящая Титания» (1841). В 1842 году участвовал в экспедиции по Греции и Ближнему Востоку, где в декабре, плывя по Нилу, пережил душевный переворот — почувствовал себя воплощением египетского бога Осириса (происшедшее сочли солнечным ударом). По пути домой, в Риме и Париже, Дадд ещё несколько раз терял над собой контроль.
После возвращения в 1843 году он был признан душевнобольным и отдан на попечение семьи. В августе 1843 года, увидев в своём отце воплощение дьявола, Дадд убил его ножом (перерезав ему горло и добив ударом ножа в грудь) и направился в Париж; по пути он пытался убить (или убил) ещё одного человека, был схвачен в Париже полицией и признался в отцеубийстве. Современные исследователи предполагают, что он страдал от шизофрении (видимо, он был к ней предрасположен генетически — жертвами умственного расстройства стали все его братья) либо от биполярного расстройства. Дадда поместили в психиатрическую клинику Бедлам, откуда в 1864 году перевели в Бродмур.

## Творчество
В лечебницах Дадд продолжал заниматься живописью, причём создал свои наиболее впечатляющие работы — миниатюрные, крайне тщательно выписанные, но галлюцинаторные по атмосфере и колориту фантастические полотна «Привал художника в пустыне» (1845), «Спор: Оберон и Титания» (1854—1858), «Мастерский замах сказочного дровосека» (1855—1864), акварельные рисунки для аллегорической серии «Страсти» (1850-е гг.), акварель «Безумная Джейн» (1855) и др. Особый интерес вызывает акварель «Детская задача» (1857) из собрания Галереи Тейт, загадочный сюжет которой, возможно, связан с шахматной позицией, изображённой на переднем плане.

## Признание
Картины Дадда были заново открыты в XX в., вызвав большой интерес публики и критики. Дадд стал по-своему знаменит: радиопьеса о нём «Приди в эти жёлтые пески» (1986, так озаглавлена одна из картин Дадда) принадлежит Анджеле Картер, фантазия английского композитора Оливера Кнуссена «Расцветай фейерверком» (1988) написана по мотивам картины «Мастерский замах сказочного дровосека», к ней же обращается в романе «Крохотные свободные человечки» (2003) английский писатель Терри Пратчетт, так названа одна из песен рок-группы Queen в альбоме Queen II.

## Галерея

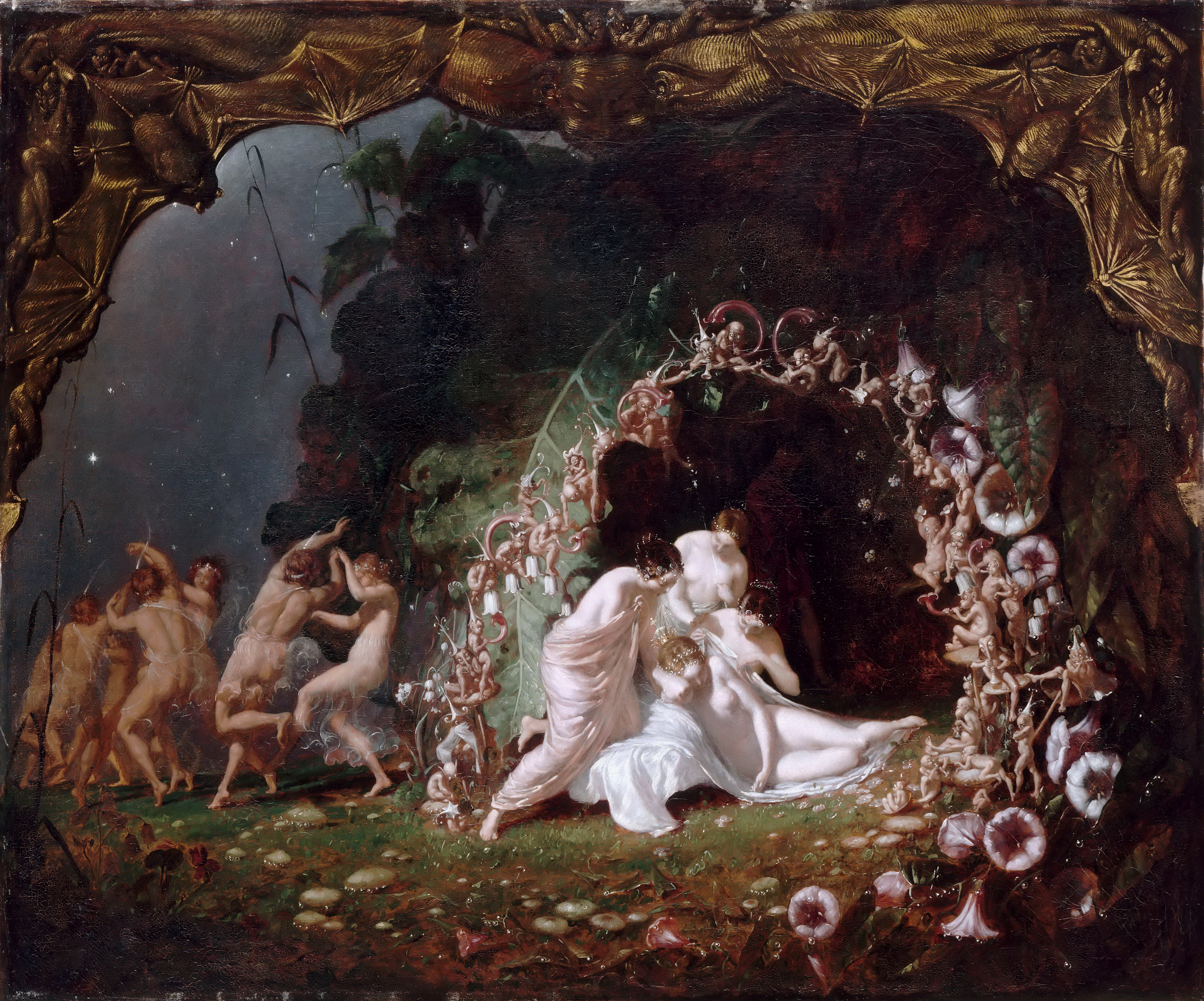
Ричард Дадд. Спящая Титания, 1841
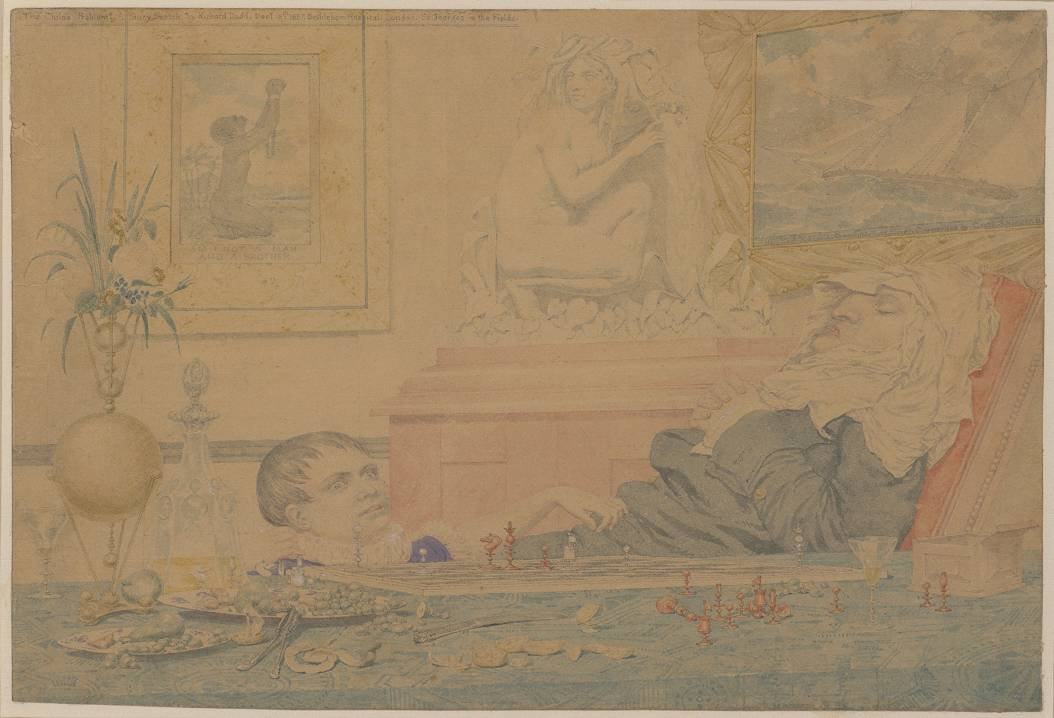
Ричард Дадд. Детская задача, 1857
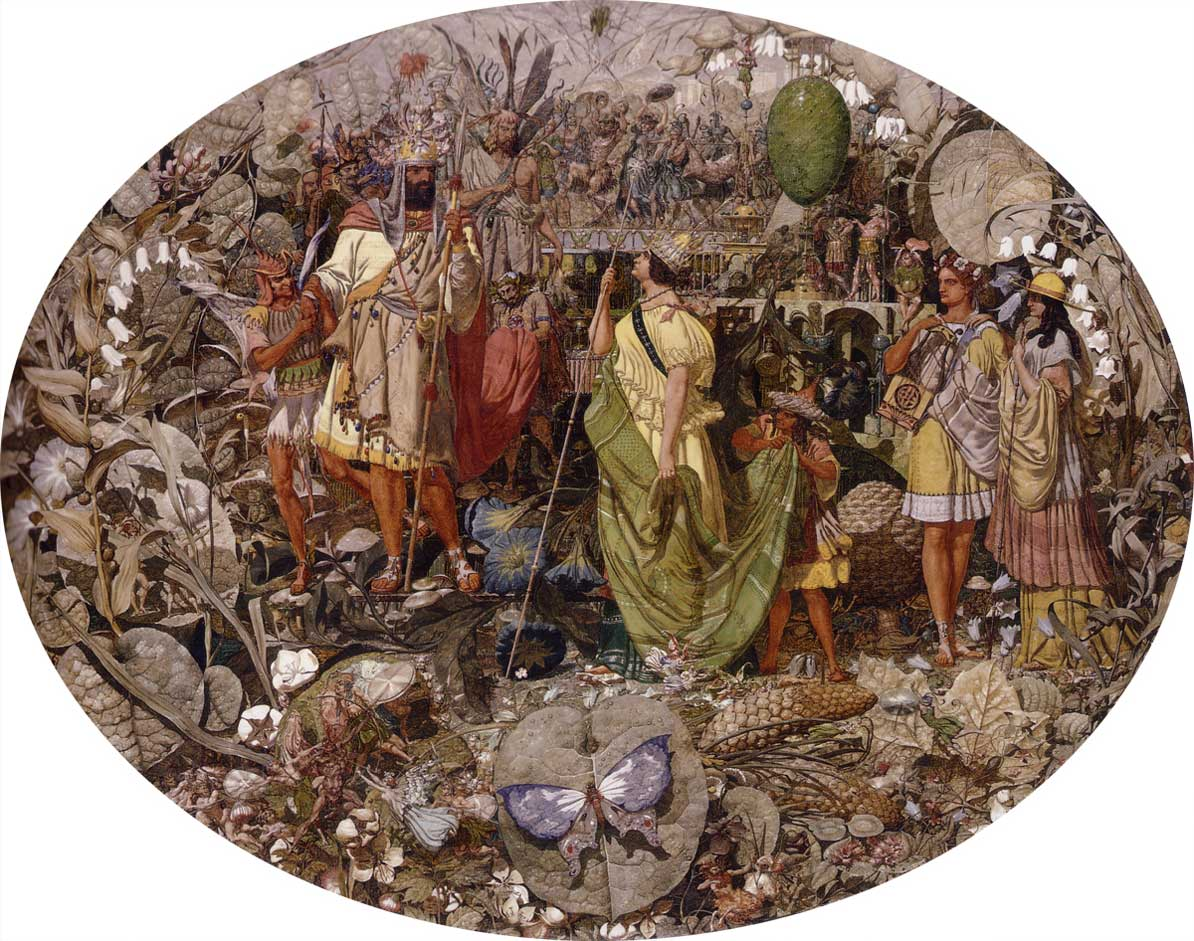
Ричард Дадд. Спор: Оберон и Титания, 1854—1858
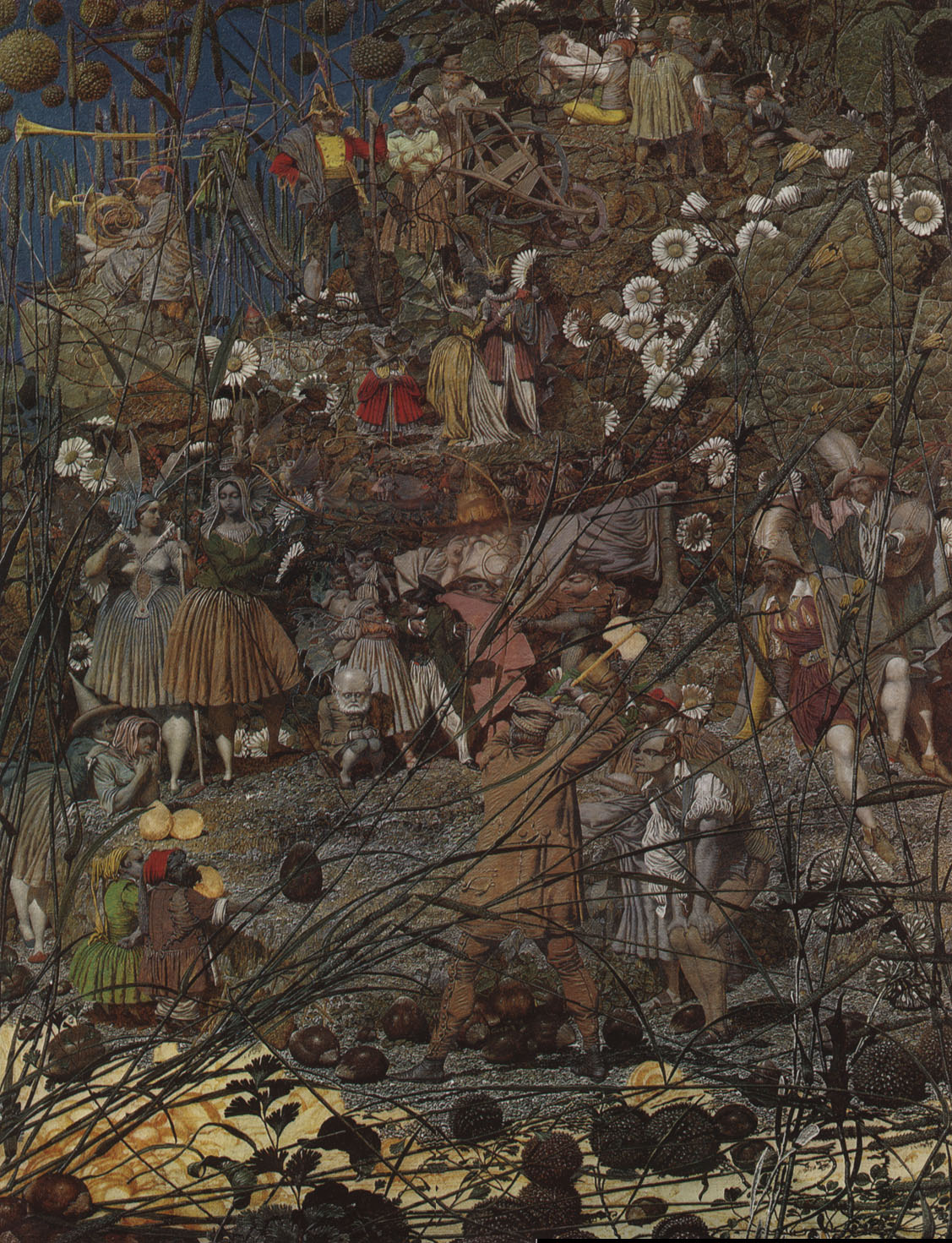
Ричард Дадд. Мастерский замах сказочного дровосека, 1855—1864